# 無敵なハート/STAND BY YOU
『無敵なハート/STAND BY YOU』（むてきなハート / スタンド・バイ・ユー）は、日本の歌手・倉木麻衣の40枚目のCDシングル。2014年8月27日にNORTHERN MUSICから発売された。

## 概要
前作「Wake me up」より約半年を置いてのシングル。CDシングルとしては「TRY AGAIN」以来約1年半ぶり。デビュー15周年を迎える倉木麻衣の15周年YEAR第3弾リリース作品としてアナウンスされた。CDシングルは「無敵なハート/STAND BY YOU」（初回盤A・通常盤・FC & Musing盤）と「STAND BY YOU/無敵なハート」（初回盤B）の2タイトルで発売される。一般には初回盤A・初回盤B・通常盤の3形態で発売。ファンクラブ会員とMusing会員限定でFC & Musing盤も発売。4形態ともジャケット写真が異なっている。FC & Musing盤には特典として「無敵なハート」Music Clipメイキング映像視聴URL・MAI KURAKI ORIGINAL 携帯待受画像ダウンロードURL・QRコードがついている。
「無敵なハート」は、「PUZZLE」や「FUTURE KISS」で倉木の新たな魅力を引き出した平賀貴大と望月由絵のコンビで作曲された楽曲。強気に攻める倉木の歌詞が活きるインパクト大のサビが印象的な、ダンサブルなナンバーとなっている。読売テレビ・日本テレビ系アニメ『名探偵コナン』エンディングテーマであり、「TRY AGAIN」以来1年3か月半ぶりの『コナン』タイアップ（エンディングでは「恋に恋して」以来1年半ぶり）。倉木としては、17度目となる『コナン』タイアップである（エンディングでは8度目）。また、2014年12月26日に放送された『名探偵コナン 江戸川コナン失踪事件 〜史上最悪の2日間〜』では挿入歌として使用された。12月3日にはフジテレビ系『2014 FNS歌謡祭』で披露された。
「STAND BY YOU」はBS日テレ『倉木麻衣 カンボジアの詩 〜それが夢のはじまりになる〜』（2014年9月20日放送）テーマソング。倉木のヴォーカルが魅力的なミディアムナンバーであり、2014年3月に国際協力機関「なんとかしなきゃ！プロジェクト」の一環としてカンボジアを訪問した倉木が、現地の子供たちとの触れ合いからインスパイアされてこの曲が誕生した。2014年8月29日放送の『ミュージックステーション』で披露された。

## 収録トラック
| #         | タイトル                          | 作詞      | 作曲               | 編曲             | 時間  |
| --------- | --------------------------------- | --------- | ------------------ | ---------------- | ----- |
| 1.        | 「無敵なハート」                  | 倉木麻衣  | 平賀貴大、望月由絵 | 佐藤俊、田尻尋一 | 3:25  |
| 2.        | 「STAND BY YOU」                  | 倉木麻衣  | 徳永暁人           | 徳永暁人         | 5:26  |
| 3.        | 「無敵なハート 〜Instrumental〜」 |           |                    |                  | 3:25  |
| 4.        | 「STAND BY YOU 〜Instrumental〜」 |           |                    |                  | 5:22  |
| 合計時間: | 合計時間:                         | 合計時間: | 合計時間:          | 合計時間:        | 17:39 |

| #         | タイトル                          | 作詞      | 作曲               | 編曲             | 時間  |
| --------- | --------------------------------- | --------- | ------------------ | ---------------- | ----- |
| 1.        | 「STAND BY YOU」                  | 倉木麻衣  | 徳永暁人           | 徳永暁人         | 5:24  |
| 2.        | 「無敵なハート」                  | 倉木麻衣  | 平賀貴大、望月由絵 | 佐藤俊、田尻尋一 | 3:27  |
| 3.        | 「STAND BY YOU 〜Instrumental〜」 |           |                    |                  | 5:24  |
| 4.        | 「無敵なハート 〜Instrumental〜」 |           |                    |                  | 3:24  |
| 合計時間: | 合計時間:                         | 合計時間: | 合計時間:          | 合計時間:        | 17:40 |

DVD（初回盤A・初回盤Bに収録）
「無敵なハート」Music Clip（初回盤Aのみ収録）
「STAND BY YOU」Music Clip（初回盤Bのみ収録）

## 楽曲の収録アルバム
- MAI KURAKI BEST 151A -LOVE & HOPE-
- 倉木麻衣×名探偵コナン COLLABORATION BEST 21 -真実はいつも歌にある!-（#1）